# فقاعة ليمان ألفا
في علم الفلك فقاعة ليمان-ألفا أو نقطة لايمان –الفا (بالإنجليزية: Lyman-alpha blob)‏ عبارة عن تركيز كبير من الغاز ينبعث منه انبعاث خط لايمان-ألفا شديد. تصدر فقاعات لايمان-ألفا من بعض أكبر ألأجرام الفلكية الفردية المعروفة في الكون.
فقاعات لايمان-ألفا تتواجد في الوسط بين نجمي وبين المجرات. وبعض هذه الهياكل الغازية عرضها أكثر من 400,000 سنة ضوئية. حتى الآن لم يتم العثور عليها إلا في مناطق الكون العالية التزيح نحو الأحمر ؛ لأن انبعاث خط لايمان -ألفا الطبيعي يكون من جيز الأشعة فوق البنفسجية ، وعندما تأتي تلك الأشعة من جرم سماوي بعيد جدا فينزاح الخط الطيفي فوق البنفسجي إلى حيز الطيف الأحمر ؛ ولهذا نقول أن الأجرام البعيدة تتميز بانزياح طيفها نحو الأحمر.
إن الغلاف الجوي للأرض فعال جدا في امتصاص الفوتونات فوق البنفسجية، ولكن نستطيع رصد تلك الأشعة  بسبب انزياحها في طريقها إلينا نحو الأحمر.

## عمليات الرصد
أشهر فقاعات ليمان ألفا تم اكتشافها في عام 2000 من قبل ستيدل وآخرون ماتسودا وآخرون، وباستخدام مرصد سوبارو في المرصد الفلكي الوطني الياباني  وجدوا أكثر من 30 فقاعة ليمان-ألفا جديدة في مجال ستيدل الأصلي على الرغم من أنها كانت أصغر من فقاعات ستيدل فقاعات ليمان-ألفا هذة تشكل هيكلا يزيد مداه عن 200 مليون سنة ضوئية.
فقاعة لايمان-ألفا المعروفة بأسم هيميكو وهي سحابة ضخمة من الغاز. في وقت اكتشافها، قال الباحثون أنها «قد تمثل الجسم الأكثر ضخامة يكتشف من أي وقت مضى في الكون المبكر.»